# Margherita Zalaffi
Margherita Zalaffi (Siena, 7 de abril de 1966) es una deportista italiana que compitió en esgrima, especialista en las modalidades de florete y espada.
Participó en cinco Juegos Olímpicos de Verano, obteniendo en total tres medallas: plata en Seúl 1988, en la prueba de florete por equipos (junto con Francesca Bortolozzi, Annapia Gandolfi, Lucia Traversa y Dorina Vaccaroni), oro en Barcelona 1992, en florete por equipos (con Diana Bianchedi, Francesca Bortolozzi, Giovanna Trillini y Dorina Vaccaroni), y plata en Atlanta 1996, en espada por equipos (con Laura Chiesa y Elisa Uga).
Ganó seis medallas en el Campeonato Mundial de Esgrima entre los años 1982 y 1991, y una medalla de oro en el Campeonato Europeo de Esgrima de 1999.

## Palmarés internacional
| Juegos Olímpicos   | Juegos Olímpicos         | Juegos Olímpicos  | Juegos Olímpicos    |
| Año                | Lugar                    | Medalla           | Prueba              |
| ------------------ | ------------------------ | ----------------- | ------------------- |
| 1988               | Seúl (Corea del Sur)     | Medalla de plata  | Florete por equipos |
| 1992               | Barcelona (España)       | Medalla de oro    | Florete por equipos |
| 1996               | Atlanta (Estados Unidos) | Medalla de plata  | Espada por equipos  |
| Campeonato Mundial |                          |                   |                     |
| Año                | Lugar                    | Medalla           | Prueba              |
| 1982               | Roma (Italia)            | Medalla de oro    | Florete por equipos |
| 1986               | Sofía (Bulgaria)         | Medalla de plata  | Florete por equipos |
| 1987               | Lausana (Suiza)          | Medalla de bronce | Florete por equipos |
| 1989               | Denver (Estados Unidos)  | Medalla de bronce | Florete por equipos |
| 1990               | Lyon (Francia)           | Medalla de oro    | Florete por equipos |
| 1991               | Budapest (Hungría)       | Medalla de oro    | Florete por equipos |
| Campeonato Europeo |                          |                   |                     |
| Año                | Lugar                    | Medalla           | Prueba              |
| 1999               | Bolzano (Italia)         | Medalla de oro    | Espada por equipos  |